# Ann Devries
Ann Devries (Bree, 27 febbraio 1970) è un'ex tennista e allenatrice di tennis belga.

## Carriera
A livello giovanile ha vinto il doppio ragazze degli Australian Open 1987 in coppia con Nicole Bradtke, nella stessa stagione ha raggiunto in quattro diverse occasioni i quarti di finale in un torneo del circuito maggiore: Auckland sconfitta da Kathrin Keil, Taiwan sconfitta da Anne Minter, Singapore eliminata da Emiko Okagawa e infine a Bruxelles dove si è arresa a Kathy Horvath.
Durante il torneo di Sofia 1988 si è avventurata fino alle semifinali, chiuderà la stagione alla posizione nr 77.
Ha fatto parte della squadra belga di Fed Cup dal 1985 al 1991 vincendo dodici incontri e perdendone tredici, nei tornei dello Slam il suo risultato migliore è stato il terzo turno a Wimbledon 1990 dove era entrata in tabellone dopo aver superato le qualificazioni.
Terminata l'attività agonistica è rimasta nel mondo del tennis come allenatrice, ha seguito le connazionali Alison Van Uytvanck, Yanina Wickmayer e Greet Minnen oltre ad essere stata capitana della squadra belga in Fed Cup dal 2012 al 2016.